# Ангелина Пишуркова
Ангелина Кръстева Пишуркова (Пишурка) е българска учителка, читалищна деятелка и общественичка.

## Биография
Учителства в Лом. Тя е читалищна деятелка и организаторка на първите театрални представления в града и една от инициаторките за създаването и членка на създаденото през 1857 г. Добродетелното женско дружество в Лом. Неин съпруг е Кръстьо Пишурка, а дъщеря им е учителката Виктория Пишуркова.